# Serpent corail
Pour les articles homonymes, voir Corail (homonymie).
 (décembre 2021).
Si vous disposez d'ouvrages ou d'articles de référence ou si vous connaissez des sites web de qualité traitant du thème abordé ici, merci de compléter l'article en donnant les références utiles à sa vérifiabilité et en les liant à la section « Notes et références ».
Taxons concernés
plusieurs genres de la famille des Elapidae'
- Micrurus
- Micruroides
- Sinomicrurus
- Calliophis
- Hemibungarus
- Aspidelaps lubricusmodifier

Le terme serpents corail s'applique à un groupe étendu de serpents de la famille des Elapidae. Ils peuvent être divisés en deux groupes distincts, le groupe du Nouveau Monde et le groupe de l'Ancien Monde. Ce sont des serpents très venimeux.

## Description
Les serpents corail sont surtout connus pour leurs anneaux colorés, souvent rouges, jaunes et noirs. Ils peuvent avoir différents aspects : certaines espèces n'ont que des anneaux rouges et noirs, ou n'ont aucun anneau du tout.
Les couleurs très vives du serpent corail sont un avertissement pour les autres animaux. Les prédateurs savent qu’elles signifient que ce serpent est venimeux.
Ce sont des serpents protéroglyphes. Leur venin est essentiellement neurotoxique et paralyse le système nerveux. Même à faible dose, leur venin est dangereux pour l'homme. Cependant les serpents corail ont un mode de vie discret et sont modérément agressifs, les morsures sont donc peu fréquentes.

## Genres et espèces concernés

### En Amérique
Les serpents corail les plus connus et caractéristiques sont ceux d'Amérique. Le genre type étant Micrurus, qui comprend de nombreuses espèces aussi bien en Amérique du Sud qu'en Amérique du Nord. On les appelle vrai corail ou simplement corail. Le genre Micruroides ne contient qu'une espèce d'Amérique du Nord.
- Micrurus collaris : ses couleurs sont noir brillant avec un collier blanc, jaune ou rouge.
- Micrurus hemprichii : son corps est coloré en alternance d'anneaux blancs, noirs et orangés.
- Micrurus lemniscatus : c'est l'espèce la plus répandue, elle se retrouve dans les vallées tropicales du Mexique et de l'Amérique centrale ainsi que dans toute l'Amazonie. La sous-espèce nominale présente une alternance d'anneaux blancs, noirs et rouges, tandis que la sous espèces diutius a des anneaux jaunes, noirs et rouges.
- Micrurus nigrocinctus : alternance d'anneaux selon le motif répété blanc-noir-blanc-rouge, rencontré en Amérique centrale.
- Micrurus psyches : aux couleurs très variables, sinon que ses anneaux ne forment jamais de triades.
- Micrurus surinamensis : c'est le plus massif des Micrurus que l'on trouve en Guyane. Ses anneaux sont disposés très régulièrement : un anneau noir large entouré de deux anneaux jaunes puis deux noirs plus étroits, le tout entouré d'anneaux rouges. Sa taille peut atteindre jusqu'à 1,3 m. C'est un serpent nocturne, terrestre et semi-aquatique. Il vit au bord des criques et est principalement ichtyophage. C'est un très bon nageur. On peut également le rencontrer en zone péri-urbaine et dans les rizières.
- Micrurus tener : connu sous le nom de serpent corail du Texas, son corps a la coloration traditionnelle que l'on associe au serpent corail, alternance d'anneaux noirs et jaunes séparés par un anneau rouge. On le trouve généralement aux États-Unis et au Mexique.

- Micruroides euryxanthus : alternance d'anneaux rouges et noirs séparés par des anneaux étroits de blancs ou jaunes. On le trouve généralement aux États-Unis (Sud-Ouest) et au Mexique.

### En Asie
En Asie on rencontre d'autres genres de serpents corail assez apparentés à ceux d'Amérique : il s'agit des genres Sinomicrurus, Calliophis et Hemibungarus.
- Calliophis bivirgata : protéroglyphe, le plus grand serpent corail, peut mesurer jusqu’à 2 m de long. Il se nourrit de petits serpents tout aussi venimeux qui pullulent dans les forêts primaires qui sont son habitat naturel (quoiqu'on puisse aussi le trouver dans des forêts secondaires). Ce serpent nocturne est bleu nuit bordé de deux bandes plus claires sur les flancs. Il existe trois sous-espèces : le Maticora bivirgata bivirgata qui se retrouve dans les forêts de Java, le Maticora bivirgata flaviceps en Birmanie, en Thaïlande, au Cambodge, dans la Malaisie occidentale, à Singapour, Sumatra et dans l'archipel de Riau et enfin le Maticora bivirgata tetrataenia que l'on rencontre à Bornéo.
- Calliophis intestinalis : le Serpent Corail à bandes de Malaisie peut atteindre 50 cm et son venin neurotoxique est foudroyant. On le retrouve surtout en forêt mais il peut aussi se trouver dans les jardins et les parcs ; il se nourrit de serpents et principalement du petit Ramphotyphlops braminus de la famille des Typhlopidae. Il est reconnaissable à la bande rouge-orangée qui court sur son dos et à la ligne pâle qui se trouve sur ses flancs. Menacé, il montre son ventre qui alterne des bandes noires et blanches (exception faite pour le bout de la queue qui est du même rouge-orange très vif). On le retrouve au sud de la Thaïlande, dans la péninsule Malaise, à Bornéo, Java, Sumatra et dans les Philippines.

### Autre
En Afrique australe, Aspidelaps lubricus est souvent appelé serpent corail du Cap, bien qu'il soit moins apparenté. L'autre espèce du même genre, moins colorée, n'est généralement pas appelée ainsi.

## Mimétisme
Il existe de nombreuses espèces de serpents non venimeux qui ont une coloration plus ou moins similaire. C'est un des exemples les plus classiques de mimétisme batésien. 
En Amérique du Nord et centrale on rencontre notamment des espèces ressemblantes dans le genre Lampropeltis, qui sont des Colubrinae inoffensifs, mais il faut citer aussi Cemophora coccinea, Sonora palarostris, Rhinocheilus lecontei ou encore Scolecophis atrocinctus, tous inoffensifs. Parmi les Colubrinae d'Amérique du Sud il y a notamment le genre Rhinobothryum. Diverses espèces de la famille (ou sous-famille) des Dipsadinae en Amérique du Sud et centrale les imitent également, parmi les plus remarquables on peut citer plusieurs espèces dans les genres Erythrolamprus, Pliocercus, Atractus ou encore Xenodon. Certains de ces Dipsadinae sont des venimeux opisthoglyphes mais considérés comme non dangereux. Le genre Scaphiodontophis appartient à la sous famille des Sibynophiinae. Enfin Anilius scytale, d'Amérique du Sud, qui est le seul représentant de la famille des Aniliidae, est communément appelé faux corail. Il est totalement inoffensif.
On trouve aussi des espèces imitatrices en Asie. Les plus frappantes sont Archelaphe bella, Oreocryptophis porphyraceus et Chrysopelea pelias. Mais on peut citer aussi quelques espèces dans les genres Oligodon, Lycodon (un grand nombre d'espèces de ce genre ressemblent bien plus aux bongares) et Calamaria (Calamaria schlegeli par exemple, inoffensif, ressemble surtout à Calliophis bivirgata, venimeux, mais aussi à Bungarus flaviceps, un autre Elapidae très venimeux des mêmes régions).